# Ana Cacimba
Ana Carolina Correia de Assis, mais conhecida como Ana Cacimba , é uma cantora, compositora, luthier e instrumentista brasileira, conhecida por tocar e produzir asalato, instrumento africano de percussão.
A artista é descendente de quilombolas mineiros do Vale do Jequitinhonha em Minas Gerais  e nasceu na cidade de Diadema, em São Paulo.
Seu nome artístico faz referência a uma encantada do Baião de Princesas da Casa Fanti-Ashanti (casa de Tambor de Mina localizada no estado do Maranhão).

## Discografia
| Ano  | Título                                       | Formato |
| ---- | -------------------------------------------- | ------- |
| 2021 | "Cura"                                       | EP      |
| 2022 | "Azeviche"                                   | Álbum   |
| 2023 | "Mergulho"                                   | Álbum   |
| 2023 | "Ana Cacimba no Estúdio Showlivre (Ao Vivo)" | Álbum   |